# Krylen
Krylen är en kulle i Antarktis. Den ligger i Östantarktis. Norge gör anspråk på området. Toppen på Krylen är 359 meter över havet.
Terrängen runt Krylen är kuperad åt nordost, men åt sydväst är den platt. Trakten är obefolkad. Det finns inga samhällen i närheten.